# Рудник Мажестік/Імперіал
Рудник Мажестік/Імперіал (Majestic/Imperial) – гірничодобувний майданчик на заході Австралії.
Розробка золоторудних покладів Мажестік та Імперіал почали в 2016/2017 фінансовому році та завершили вже у 2017/2018-му. Роботи велись відкритим способом та дозволили вилучити 3,2 тони золота.
Руду відправляли на переробку на фабрику з вилучення золота Рандаллс, що була центральною для групи копалень, яка також включала рудники Алдісс, Дейзі та Маунт-Белчес.